# Sahaja Yamalapalli
Sahaja Yamalapalli (Hindi सहज यमलापल्ली; * 29. Oktober 2000) ist eine indische Tennisspielerin.

## Karriere
Yamalapalli begann mit zehn Jahren das Tennisspielen und bevorzugt Hartplätze. Sie spielt überwiegend Turniere auf der ITF Women’s World Tennis Tour, wo sie bereits vier Titel im Einzel und einen im Doppel gewinnen konnte.

### College Tennis
Sahaja Yamalapalli spielt seit der Saison 2017/18 für die Damentennismannschaft der Sam Houston Bearkats der Sam Houston State University. Yamalapalli war erst die zweite Tennisspielerin in der Universitätsgeschichte, die neben Irina Sotnikova, die die Auszeichnung 2009 gewann, als Spielerin des Jahres 2019 ausgezeichnet wurde. Sie gewann 16:4 Einzelspiele in der Southern Conference, darunter eine Siegesserie von neun Spielen.

## Turniersiege

### Einzel
| Nr. | Datum             | Turnier     | Kategorie | Belag     | Finalgegnerin       | Ergebnis     |
| --- | ----------------- | ----------- | --------- | --------- | ------------------- | ------------ |
| 1.  | 6. März 2022      | Nagpur      | ITF W15   | Sand      | Emily Seibold       | 6:5, Aufgabe |
| 2.  | 3. Juli 2022      | Gurugram    | ITF W25   | Hartplatz | Viktória Morvayová  | 6:3, 7:65    |
| 3.  | 24. Dezember 2023 | Solapur     | ITF W25   | Hartplatz | Jekaterina Makarowa | 6:4, 6:3     |
| 4.  | 30. Juni 2024     | Los Angeles | ITF W15   | Hartplatz | Amy Zhu             | 6:4, 7:64    |

### Doppel
| Nr. | Datum        | Turnier       | Kategorie | Belag     | Partnerin     | Finalgegnerinnen              | Ergebnis |
| --- | ------------ | ------------- | --------- | --------- | ------------- | ----------------------------- | -------- |
| 1.  | 7. Juni 2025 | Santo Domingo | ITF W35   | Hartplatz | Hiroko Kuwata | Esther Adeshina Sofia Cabezas | 6:3, 6:2 |